# Đại Trương hậu
Trương hoàng hậu (tiếng Trung: 張皇后; ? - 237), không rõ tên thật, là hoàng hậu đầu tiên của Hán Hậu Chủ Lưu Thiện nhà Quý Hán, thời Tam Quốc trong lịch sử Trung Quốc. Sau khi Trương hậu mất, em gái bà lại được phong làm hoàng hậu, bởi vậy nên thường gọi là Đại Trương hậu (大張后) để phân biệt.

## Tiểu sử
Trương hoàng hậu quê ở quận Trác, U Châu, là con gái trưởng của Trương Phi, khai quốc công thần của Quý Hán. Mẹ của Trương hoàng hậu là cháu gái của Hạ Hầu Uyên
Năm 221, được gả cho Thái tử Lưu Thiện, làm thái tử phi. Năm 223, Chiêu Liệt đế Lưu Bị băng hà, thái tử Lưu Thiện lên ngôi, Trương Thị được phong làm hoàng hậu.
Tháng 6 năm 237, Trương hoàng hậu qua đời, được truy thụy hiệu là Kính Ai hoàng hậu (敬哀皇后), chôn cất ở Nam Lăng (南陵). Lưu Thiện lấy em gái của Trương hoàng hậu vào cung, phong làm Quý nhân. Năm sau (238), Trương quý nhân được tôn làm hoàng hậu, tức Tiểu Trương hậu.
Lưu Thiện có 7 con trai và ít nhất 2 con gái, tuy nhiên sử liệu không ghi chép rõ các hoàng tử và công chúa là con của phi tần nào.

## Trong văn hóa
Trương hoàng hậu không xuất hiện trong tiểu thuyết Tam quốc diễn nghĩa của La Quán Trung, mà chủ yếu được biết đến qua một số trò chơi điện tử. Trong trò chơi Tam quốc quần anh truyện (三国群英传), Trương hoàng hậu được để tên là Trương Oanh Oanh (張鶯鶯). Trò chơi điện tử trực tuyến lấy bối cảnh Tam Quốc là Mộng Tam Quốc (夢三國; tại Việt Nam để tựa là 3Q Củ Hành) tiếp tục sử dụng tên gọi trên, đặt giả thiết bà là một nữ tướng với hiệu Xà vũ cơ, sử dụng vũ khí Xà trủng đại đao.